# Polyosma scortechinii
Polyosma scortechinii är en tvåhjärtbladig växtart som beskrevs av George King. Polyosma scortechinii ingår i släktet Polyosma och familjen Escalloniaceae. Inga underarter finns listade i Catalogue of Life.